# Honda Foresight 250
Der Honda Foresight 250 (FES 250) ist ein mittelgroßer Motorroller des japanischen Motorradherstellers Honda.
Er wurde 1997 vorgestellt und sollte mittelfristig den größeren, technisch in die Jahre gekommenen Honda CN 250 Helix ersetzen. Mit Telegabel, hydraulischer Kombibremse und neu konstruiertem Motor mit liegendem Zylinder und dadurch vollwertigem Helmfach unterm Sitz entsprach er dem technischen Stand der ausgehenden 1990er Jahre.
Der Antrieb des Foresight besteht aus einer Triebsatzschwinge mit flüssiggekühltem Einzylinder-Viertaktmotor mit 250 cm³ und 14 kW (19 PS) sowie einer fliehkraftgesteuerten stufenlosen Keilriemenautomatik.
Von ihm abgeleitet wurde der sehr erfolgreiche Vorgänger des Honda FES 125 Pantheon, mit dem er Rahmen und Karosserie, von leichten Retuschen im Heckleuchtenbereich abgesehen, teilt. Im Gegensatz zum Foresight arbeitete im Pantheon anfangs ein ebenfalls neu konstruierter Zweitaktmotor.